# Erik Portillo
Erik Portillo, född 3 september 2000, är en svensk professionell ishockeymålvakt som är kontrakterad till Los Angeles Kings i National Hockey League (NHL) och spelar för Ontario Reign i American Hockey League (AHL).
Han har tidigare spelat för Michigan Wolverines i National Collegiate Athletic Association (NCAA) och Dubuque Fighting Saints i United States Hockey League (USHL).
Portillo draftades av Buffalo Sabres i tredje rundan i 2019 års draft som 67:e spelare totalt.